# Antifašistické shromáždění pro národní osvobození Makedonie

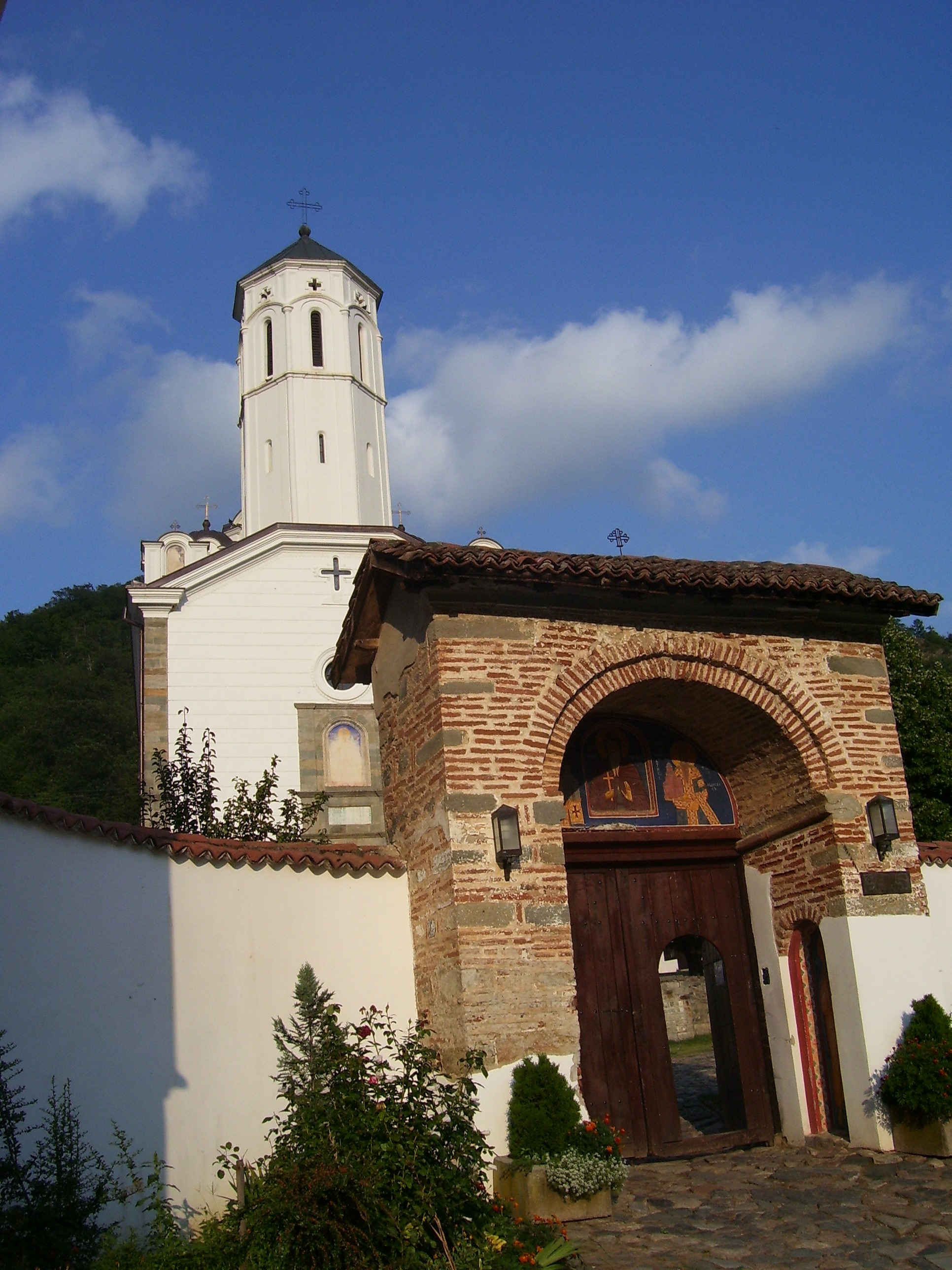
Klášter sv. Prohora Pčinjského, kde se konalo první zasedání ASNOMu

Antifašistické shromáždění pro národní osvobození Makedonie (zkr. ASNOM/АСНОМ, makedonsky Антифашистичко Собрание на Народното Ослободување на Македонија) bylo regionální zasedání komunistů a protifašistických sil, které ustanovilo základy poválečné moci v Makedonii.
Během druhé světové války zasedal ASNOM celkem třikrát, poté se transformoval v parlament makedonské lidové republiky.
Poprvé zasedalo v klášteře Prohor Pčinjski na dnešních srbsko-makedonských hranicích symbolicky 2. srpna 1944 (na výročí ilidenského povstání). ASNOM na svém prvním zasedání vyhlásil republiku Makedonii jako integrální součást jugoslávského státu a jako její jazyk makedonštinu (současnou). Rovněž se vyjádřil pro respektování občanských práv a svobodu vyznání. Zasedání se účastnilo celkem 113 lidí. Zároveň také akceptoval závěry z druhého zasedání celojugoslávské antifašistické rady v Jajce, které se konalo 29. listopadu 1943. Na něm komunisté stanovili základní prvky, jak má budoucí jugoslávský stát vypadat.
Druhé zasedání se uskutečnilo ve Skopje nedlouho po osvobození, od 28. do 30. listopadu 1944. Zasedání se účastnili i zástupci dočasné jugoslávské vlády, mezi které patřili Edvard Kardelj, Svetozar Vukmanović, Dimitar Vlahov a z Bulharska rovněž přicestoval Dobri Trpešev jako představitel Vlastenecké fronty. Na zasedání byli rovněž přítomni i představitelé vojenských misí jak Rudé armády, tak i vojsk USA a Velké Británie. Shromáždění si zvolilo nové předsednictvo.